# Sistema eclíptico de coordenadas
O sistema eclíptico de coordenadas é um sistema de coordenadas celestes que tem como círculo fundamental de referência a eclíptica e cujo ponto zero é o ponto vernal. Este sistema tem grande utilidade no estudo de corpos do sistema solar, principalmente planetas.

## Coordenadas
As coordenadas eclípticas são a longitude eclíptica e a latitude eclíptica, representadas pelas letras gregas λ e β, respectivamente. A longitude eclíptica de um objeto celeste é a distância angular entre o ponto vernal e o círculo máximo que passa pelo objeto e pelos polos da eclíptica, medida no sentido leste ao longo da eclíptica. A latitude eclíptica, por sua vez, é a distância angular medida, a partir do círculo fundamental de referência, ao longo do círculo máximo que passa pelo objeto e pelos polos da eclíptica. É positiva se o objeto estiver no hemisfério eclíptico norte e negativa se estiver no hemisfério sul.